# Recilia veinatus
Recilia veinatus är en insektsart som beskrevs av Singh-pruthi 1930. Recilia veinatus ingår i släktet Recilia och familjen dvärgstritar. Inga underarter finns listade i Catalogue of Life.